# Haydée Santamaría
Pour les articles homonymes, voir Santamaria (homonymie).
Haydée Santamaría Cuadrado, née le 30 décembre 1922 à Cuba (Central Constancia), est une guérillera et une personnalité de la révolution cubaine de 1959. Elle fonde ensuite puis dirige la Casa de las Américas, organisme culturel d'État. Elle se suicide le 28 juillet 1980, à La Havane.

## Parcours personnel
Haydée Santamaría naît le 30 décembre 1922 dans l'ancienne province de Las Villas, à Central Constancia, dans la municipalité d'Encrucijada. Elle réalise un cursus de six ans d'études primaires dans une école rurale dans la centrale sucrière Constancia.
Elle vit avec l'homme politique Armando Hart, avec lequel elle a deux enfants, Abel Hart et Celia Hart (en), chercheur en physique formée en Allemagne de l'Est, écrivaine et proche du mouvement trotskyste, qui sont tous deux tués lors d'un accident de voiture survenu à La Havane le 7 septembre 2008.

## Parcours militant
Dès son adolescence, Haydée s'intéresse aux problèmes sociaux de son époque. Elle s'installe à La Havane, où elle commence à militer dans les jeunesses du Parti orthodoxe, le parti d'Eduardo Chibas. Elle mène plusieurs actions contre la dictature de Fulgencio Batista. Durant ces années, l'appartement qu'elle partage avec son frère, Abel Santamaria, à La Havane, a été un des points de rencontres de la jeunesse radicale.
Après le coup d'État de Batista, le 10 mars 1952, elle participe avec son frère Abel et d'autres révolutionnaires, à l'édition des journaux clandestins Son los mismos et El Acusador. Ensemble, ils mènent de nombreuses actions de propagande. Après sa rencontre avec Fidel Castro, son petit appartement de La Havane se transforme en un centre du mouvement révolutionnaire naissant, connu comme la « Génération du Centenaire de Martí ».
Elle est rentrée à Cuba en 1959, après le succès de la Révolution cubaine, et a fondé le Parti unique de la révolution socialiste de Cuba, devenu ultérieurement le Parti communiste de Cuba. Elle a travaillé pour le ministère de l’Éducation. Elle a aussi fondé et dirigé pendant plusieurs années la Casa de las Américas, en tant que responsable de l'action culturelle cubaine.
Haydée Santamaría est surtout connue pour sa participation, le 26 juillet 1953, à l'attaque contre la caserne de Moncada, à Santiago de Cuba, le 26 juillet 1953, action pour laquelle elle a été incarcérée avec Melba Hernández.  action dirigée par Fidel Castro et d'autres membres des « Jeunesses orthodoxes ». Haydée avait la responsabilité de transporter les armes jusqu'à Santiago de Cuba en prévision de l'attaque, et en même temps, sa mission constituait à s'emparer de l'hôpital Saturnino Lora, pour y recueillir les blessés. Après l'échec de cette intervention, Haydée a été emprisonnée, tandis que son frère Abel et le compagnon d'Haydée, Boris Luis Santacoloma, sont morts sous la torture des militaires. Pour tenter de la faire parler, les militaires lui ont dit que son frère et son fiancé avaient été torturés et assassinés après le combat et, comme preuve de leurs dires, ils lui ont montré un œil supposé appartenir à Abel et les restes des parties génitales de son fiancé Santacoloma[réf. nécessaire]. En dépit de cette méthode effrayante, ils n'ont pas réussi à lui faire donner des informations. Au contraire, elle leur a répondu de manière ferme que « Mourir pour la patrie est vivre »[réf. souhaitée]. Dans son livre-plaidoyer, La historia me absolverá, Fidel Castro évoque ces circontances et souligne, à propos d'Haydée, que « jamais une femme cubaine n'a manifesté autant d'héroïsme et de dignité ». 

## Prison
Haydée et sa compagne de lutte, Melba Hernández, ont été conduites de l'aéroport de Columbia jusqu'à la prison nationale pour femmes de Guanajay. Elles ont été incarcérées dans le Bloc A, où étaient regroupées les prisonnières politiques les plus engagées. Le tribunal l'a condamnée pour ses actions politiques, à sept mois de prison. Elle partageait une cellule avec Melba Hernández, où elles ont emménagé quatre espaces : un pour la chambre, un autre pour la cuisine, un autre pour la salle à manger et un dernier pour la salle de bain. Pendant son emprisonnement, Haydée a été autorisée à recevoir à plusieurs occasions des visites. Les prisonnières pouvaient détenir autant de livres qu'elles désiraient. Haydée avait le droit de sortir de prison pendant qu'elle recevait des visites de sa famille. De manière générale, elle a été traitée humainement et avec respect pendant la durée de son emprisonnement.
Haydée et Melba ont été libérées le 20 février 1954. Ses parents et son frère Aldo, Juan Manuel Martínez Tinguao, Luis Conte Agüero, les parents de Melba Hernández et les révolutionnaires de Guanajay, Ángel Eros, Pedro Esperón, l'attendaient à sa sortie de prison. Le premier acte qu'ont fait Haydée et Melba a été de fleurir la tombe du leader du Parti orthodoxe, Eduardo Chibás.

## Réorganisation du mouvement
À sa sortie de prison, Haydée a rejoint le Mouvement du 26-Juillet, en intégrant sa direction nationale. Elle a soutenu le détachement de guerilleros dirigé par Fidel Castro dans la Sierra Maestra. Ces actions l'ont obligé, durant un temps, à s'exiler, elle s'est alors vu confier la récolte de fonds et d'armes et le rassemblement des révolutionnaires à l'extérieur. Elle a participé à l'impression et à la diffusion du manifeste A Cuba que sufre (À Cuba qui souffre), dans lequel Fidel Castro et ses compagnons de prison s'engageaient à continuer la lutte contre le régime de Fulgencio Batista. Haydée, Lidia Castro (demi-sœur de Fidel) et Melba Hernández ont rassemblé et organisé les notes que Fidel Castro avait écrites durant son emprisonnement, avec du jus de citron, et qu'il avait réussi à sortir de la prison. Dans ces notes, il reconstituait son intervention lors du procès lié à l'affaire Moncada, texte qui plus tard sera publié sous le titre La historia me absolverá (L'histoire m'acquittera). Petit à petit, elles ont pu réunir une centaine de notes de Castro qui ont constitué le manuscrit. Le comptable José Valmaña Mujica a participé à l'organisation du travail clandestin d'impression.
Le 26 juillet 1954, Haydée et Melba prennent la tête d'une manifestation, dans le cimetière de Colón, qui est repoussée par les forces de police.

### Le Mouvement du 26-Juillet
Ce nom fait référence à l’attaque de la caserne de Moncada à Santiago de Cuba, le 26 juillet 1953, date primordiale pour le mouvement révolutionnaire cubain qui aboutit à la révolution cubaine de 1959. Les jeunes gens qui participèrent à la création du mouvement, souvent désigné sous son sigle M-26 s'auto-désignèrent comme la « génération du centenaire de Martí »[réf. souhaitée], celui-ci étant un héros et un penseur de l’indépendance cubaine au XIXe siècle et fut un promoteur, à l’instar de Simón Bolívar, de l’union latino-américaine. Ils soulignaient ainsi la coïncidence qui existaient à leurs yeux entre cet anniversaire et les premières actions révolutionnaires cubaines du XXe siècle, rapprochement qui constituait un support idéal à la construction d’un imaginaire propre aux Cubains. Ainsi, les membres de cette organisation se ressentaient comme les héritiers politiques spirituels et guerriers de José Martí et le mouvement du M-26 reprenait largement les idées de celui-ci, et notamment, celle de « guerre nécessaire de défense contre toutes atteintes à l’intégrité de la patrie »[réf. souhaitée]. Dans son manifeste déjà mentionné, La historia me absolverá, Fidel Castro se présente comme un disciple de la pensée et de l’action de José Martí. Lors de son procès[Quand ?], Fidel Castro s'est vu interdire d’avoir en sa possession des ouvrages de José Martí, interdiction à laquelle il a répondu en affirmant : « Je porte dans le cœur les doctrines du Maître, et dans la tête les idées nobles de tous les hommes qui ont défendu la liberté des peuples »[réf. souhaitée]. La génération des « héros de l’indépendance », José Martí, mais avant lui aussi, Antonio Maceo, Máximo Gómez, Ignacio Agramonte, la génération de la Révolution de 1933[Quoi ?], Julio Antonio Mella, Rubén Martínez Villena, Antonio Guiteras sont présentés comme les ancêtres politiques de Fidel Castro, de Camilo Cienfuegos et d'Ernesto Che Guevara. C’est donc finalement « la participation à un destin commun » qui confère à un « ensemble générationnel » la qualité de génération politique[réf. souhaitée].
Pendant sa période de clandestinité, Haydée a joué un rôle décisif dans le regroupement des forces révolutionnaires pour la lutte armée. L'année suivante, elle a été l'une des organisatrices de l'insurrection du 30 novembre 1956 à Santiago de Cuba, dont l'objectif était de soutenir les guérilleros qui, à cette date, devaient envahir Cuba à bord du Granma.

## Guerre de libération
Dans ses moments les plus difficiles de guérillera dirigée par Fidel Castro, au février 1957, Haydée est allée à la rencontre de Celia Sanchez en compagnie de Frank País, Faustino Pérez  et plusieurs autres membres de la direction nationale du Mouvement 26 juillet pour coordonner le soutien depuis la plaine et guider Herbert Matthews, journaliste au New York Times, jusqu'à Fidel Castro. La publication de la rencontre du journaliste avec Castro a infirmé les allégations concernant la mort de Fidel Castro. À la fin du mois d'avril, Haydée est retournée dans la Sierra Maestra, en compagnie d'un autre journaliste nord-américain, Bob Taber, qui désirait rencontrer Fidel Castro.
Haydée a également à diverses actions du Mouvement du 26-Juillet, dans les villes et dans la Sierra Maestra, où elle a créé en 1958 le « peloton María Grajales de l'Armée rebelle », composé exclusivement de femmes.
Elle a ensuite dû partir en exil, et fut durant cette période désignée par Castro comme déléguée du Mouvement du 26-Juillet pour regrouper les forces à l'extérieur de l'île, et obtenir des armes.

## La Révolution au pouvoir
Après la fuite de Batista et la Révolution cubaine, Haydée est rentrée à Cuba. Elle a travaillé pendant une courte période au ministère de l’Éducation. Castro lui a ensuite confié la mission de fonder une institution culturelle, la Casa de las Américas. En 1965, elle a participé à la fondation du Parti communiste cubain qui a fédéré divers mouvements révolutionnaires cubains et elle en a rejoint le comité central. En 1967, elle a fait partie de la présidence de l'Organisation latino-américaine de solidarité (OLAS).
Dans le cadre de la Casa de las Américas, elle recevait les intellectuels étrangers qui visitaient Cuba. Haydée a fondé et était la marraine du mouvement musical dit de « la nueva trova cubana », avec lequel elle a réussi à diffuser l’œuvre artistique de jeunes artistes comme Silvio Rodriguez et Noel Nicola, entre autres, qui ont apporté une nouvelle sonorité éloignée des formes traditionnelles cubaines.

## La mort d'Haydée Santamaría
Haydée Santamaría s'est suicidée à La Havane le 28 juillet 1980, peu après le jour anniversaire de l'attaque menée le 26 juillet 1953, contre la caserne de Moncada, où son frère et son fiancé avaient trouvé la mort, bien que le suicide soit considéré à l'époque par les communistes comme « incompatible avec les valeurs et les convictions révolutionnaires ». Il n'y eut donc pas pour elle d'hommage solennel devant le mémorial José Martí, Plaza de la Revolución, et Fidel Castro ne lui rendit pas d'hommage funèbre. Cependant, le commandant Juan Almeida rappela dans un discours que les révolutionnaires étaient certes opposés au suicide, mais qu'il lui semblait toutefois impossible de condamner le choix de mort d'Haydée Santamaria : « Ceux d'entre nous qui la connaissaient savent que les blessures de la Moncada ne se sont jamais vraiment cicatrisées, Haydée a progressivement succombé à une détérioration de son état de santé ». Il rappelle aussi que quelques mois auparavant, Haydée Santamaria avait échappé de peu à la mort lors d'un accident de voiture, ce qui a « aggravé sa condition physique et psychologique ».
Elle laisse dans le deuil son partenaire Armando Hart Dávalos (1930-2017) et ses deux enfants : Abel Hart Santamaría (1960-2008) et Celia Hart Santamaría (1962-2008).

### Filmographie
- Haydée et Célia : quand la Révolution s'est faite femme, film de Véronika Petit et Renaud Schaak, Mouvements d'ici bas, Kinorev, 2012, 1 h 53 min (DVD)